# كريستينا ليندبرغ (مغنية)
كريستينا ليندبرغ (بالسويدية: Christina Lindberg)‏ هي مغنية سويدية، ولدت في 4 نوفمبر 1968 في هلسينغبورغ في السويد.

## وصلات خارجية
- كريستينا ليندبرغ على موقع ميوزك برينز (الإنجليزية)
- كريستينا ليندبرغ على موقع ديسكوغز (الإنجليزية)